# Saint-Denis-de-Cabanne
Saint-Denis-de-Cabanne là một xã trong tỉnh Loire miền trung nước Pháp.